# 稀捺かのと
稀捺 かのと（きなつ かのと、1979年3月13日 - ）は、日本の女性漫画家、イラストレーター。福島県出身。埼玉県在住。
漫画家の米山シヲは、双子の姉。

## 来歴
ガンガンWINGコミックススペシャル『Kanon』第1巻に収録のアンソロジー作品で商業デビュー。その後、数本のアンソロジー作品を発表の後、『月刊ガンガンWING』2002年1月号より、初のオリジナル作品『天正やおよろず』を連載。

## 作品リスト

### 連載
- 天正やおよろず（『月刊ガンガンWING』2002年1月号 - 2007年1月号、全9巻）
- まじぴこる（『月刊ガンガンWING』2008年4月号 - 2009年2月号、全2巻）
- 生活魔法はハズレスキルじゃない（『コンプティーク』2022年6月号 - 、きなつｋ名義、原作：なんじゃもんじゃ）

### 読み切り
- もののふ魂（『月刊ガンガンWING』2002年10月号 応募者全員サービス小冊子）
- まっちんのいちにち（『月刊ガンガンWING』2007年8月号 付録・ちっちゃいガンガンWING）
- ビジュアル狸（『月刊ガンガンWING』2009年5月号）

### アンソロジー
- ガンガンWINGコミックスペシャル「Kanon」第1巻・第2巻
- ガンガンWINGコミックスペシャル「テイルズ オブ エターニア」第1巻・第2巻
- エニックススーパーコミック劇場「To Heart」第5巻
- ガンガンWING「エターニア第3集」まんが募集4コマ
- ガンガンコミックスアンソロジー「ドラゴンクエストIX 星空の守り人 4コマ劇場」
- DNAメディアコミックス「ブルーアーカイブ コミックアンソロジーVOL.1」

### イラスト
- ガンガンWINGコミックスペシャル「テイルズ オブ エターニア」第3巻
- ガンガンコミック「スターオーシャン ブルースフィア」第1巻目次
- スクウェア・エニックス・ノベルズ「スタンプ・デッド」（著：はむばね、全5巻） - 全巻カバーイラストおよび1巻・2巻本文イラスト